# The Paragons
The Paragons byla jamajská rocksteady a ska hudební skupina, která vznikla na začátku 60. let 20. století a působila v Kingstonu. Původní sestavu tvořili Bob Andy, Garth Evans, Junior Menz a Leroy Stamp. V roce 1964 Stampa nahradil John Holt a Menze Howard Barret. Společně s producenty Coxsonem Doddem a Dukem Reidem vydala kapela dvě studiová alba On the Beach with the Paragons v roce 1967 a Riding High with the Paragons v roce 1968. Mezi největší hity patří „Love At Last“, „Good Luck and Goodbye“ a slavná píseň „The Tide Is High“ z pera Johna Holta, kterou proslavily pozdější coververze od skupin Blondie z roku 1980 a Atomic Kitten z roku 2002, které obě dobyly první místo v britském žebříčku UK Singles Chart.
Krátce po prvních úspěších však skupinu opustil Bob Andy. Poté se frontman John Holt rozhodl změnit styl z jemnějšího soulu k rocksteady. To se ukázalo jako skvělý tah a kapela vydala na tucet dalších populárních písní (mezi nimi i slavnou „The Tide Is High“), přesto však členům skupiny nepřinesly úspěchy dost peněz, což vedlo k ukončení činnosti v roce 1970.